# Lista de filmes portugueses de 1980
Lista de filmes portugueses de longa-metragem lançados comercialmente em Portugal em 1980, nas salas de cinema.
Notas: Na secção coprodução, passando o cursor sobre a bandeira aparecerá o nome do país correspondente.
| # | Filme                               | Realização          | Género              | Estreia        | Coprodução |
| - | ----------------------------------- | ------------------- | ------------------- | -------------- | ---------- |
| 1 | Bárbara                             | Alfredo Tropa       | Drama, romance      | 26 de setembro | —          |
| 2 | O Diabo Desceu à Vila               | Teixeira da Fonseca | Comédia             | 26 de outubro  | —          |
| 3 | Manhã Submersa                      | Lauro António       | Drama               | 17 de outubro  | —          |
| 4 | O Príncipe com Orelhas de Burro     | António de Macedo   | Comédia, fantástico | 29 de agosto   | —          |
| 5 | A Santa Aliança                     | Eduardo Geada       | Ficção, sátira      | 20 de novembro | —          |
| 6 | Verde por Fora, Vermelho por Dentro | Ricardo Costa       | Drama               | 16 de outubro  | —          |